# Мелодия для шарманки
«Мелодия для шарманки» — кинофильм режиссёра Киры Муратовой 2009 года. Премьера картины состоялась в июне того же года в рамках основного конкурса XXXI Московского международного кинофестиваля.

## Сюжет
Главные герои — двое детей, брат и сестра (по матери), у которых умерла мать. Накануне Рождества их собираются отправить в разные интернаты, но они не хотят разлучаться и сбегают в большой город, чтобы найти своих отцов. Алёна и Никита попадают на улицу и борются за выживание в мире, где до них никому нет никакого дела. 
Кажется,[кому?] что достижение цели уже близко, но возникают все новые обстоятельства[уточнить].

## В ролях
- Роман Бурлака — Никита
- Лена Костюк — Алёна
- Олег Табаков — «Котик»
- Рената Литвинова — «Киса»
- Наталья Бузько — клептоманка
- Георгий Делиев — слепой игрок
- Жан Даниэль — шоумен
- Нина Русланова — бездомная
- Николай Слёзка — пассажир
- Евгений Юхновец — Пётр
- Яков Кучеревский — Марк

## Съёмочная группа
- Режиссёр-постановщик: Кира Муратова
- Авторы сценария: Владимир Зуев, Кира Муратова
- Оператор-постановщик: Владимир Панков
- Художник-постановщик: Евгений Голубенко
- Художник по костюмам: Руслан Хвастов

## Награды и номинации
- На XXXI Московском международном кинофестивале картина была удостоена приза Международной федерации кинопрессы и приза Международной федерации киноклубов за лучший фильм конкурсной программы.
- 2009 — обладатель Гран-при «Золотая лоза» XVIII Открытого фестиваля кино «Киношок» (Анапа, Россия).
- 2010 — победитель премии «Ника» за 2009 год в номинации «Лучший фильм стран СНГ и Балтии».